# Трезебург
Трезебург (нем. Treseburg) — деревня в Германии, в земле Саксония-Анхальт, входит в район Гарц в составе городского округа Тале.
Население составляет 100 человек (на 31 декабря 2007 года). Занимает площадь 8,91 км².

## История
Поселение было основано в XV веке, рядом с местом добычи меди и железа.
1 июля 2009 года, после проведённых реформ, Трезебург вошёл в состав городского округа Тале в качестве района.

## Галерея

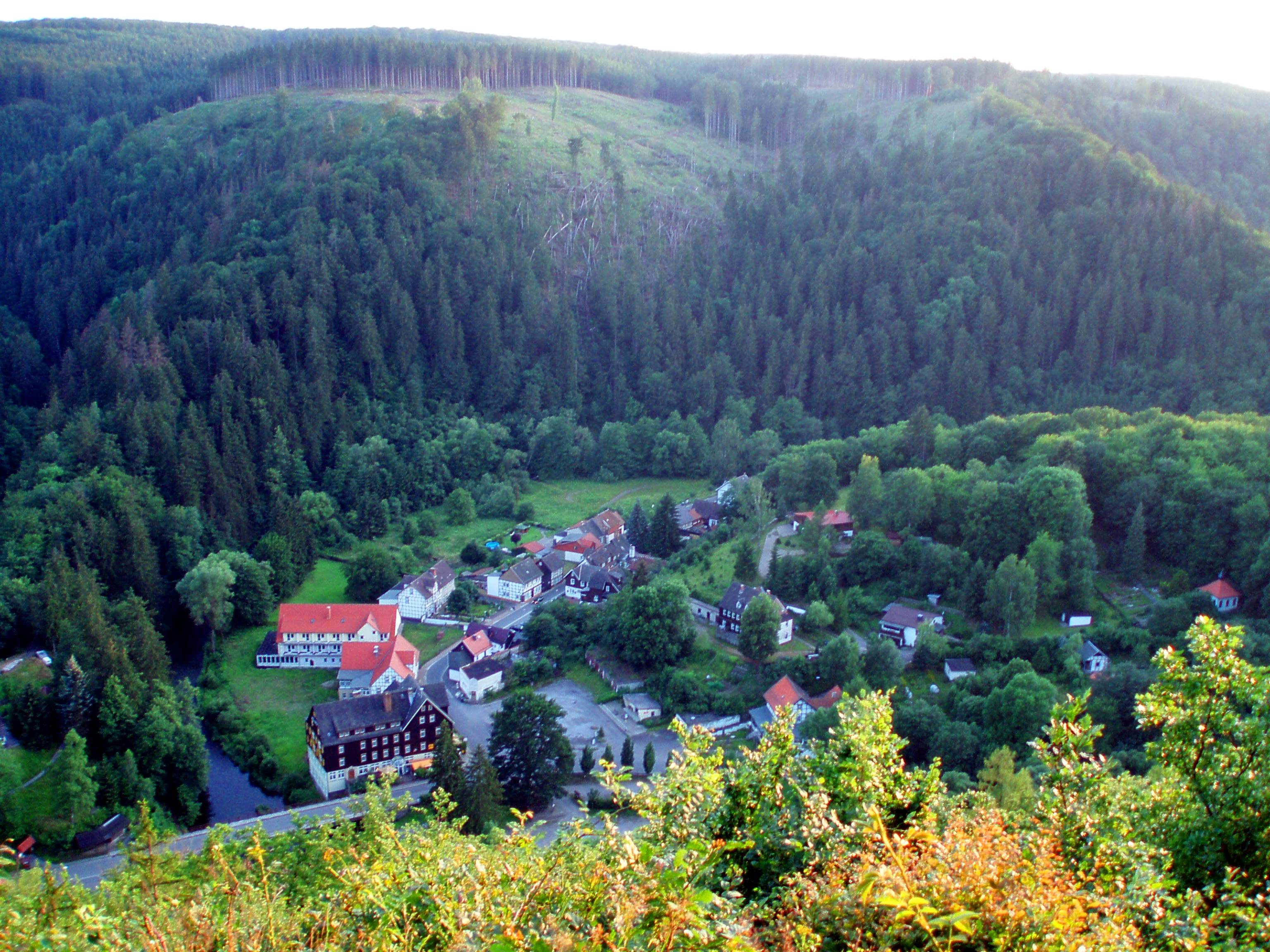
Вид на Трезебург, 2007 год
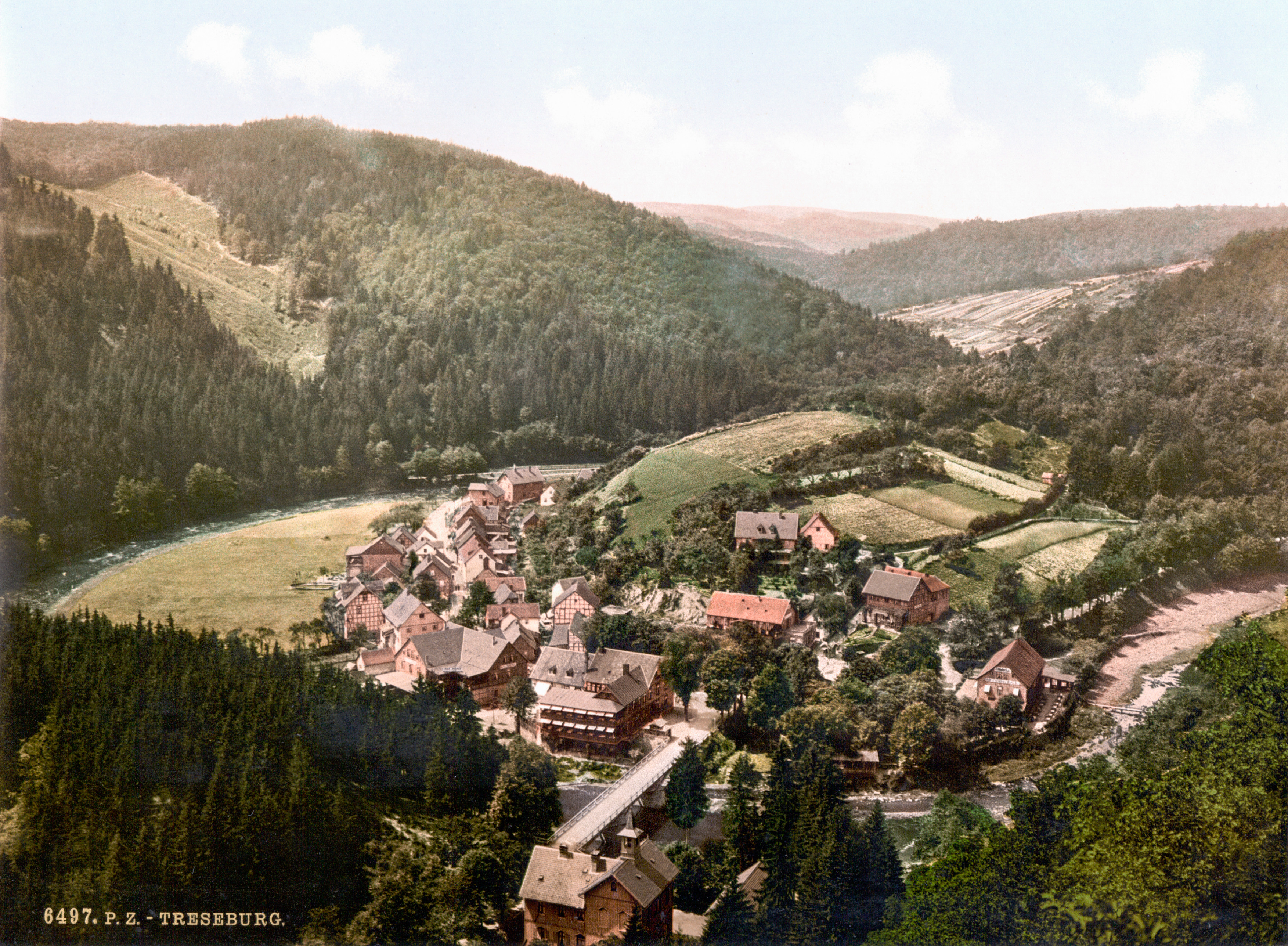
Вид на Трезебург, 1900 год
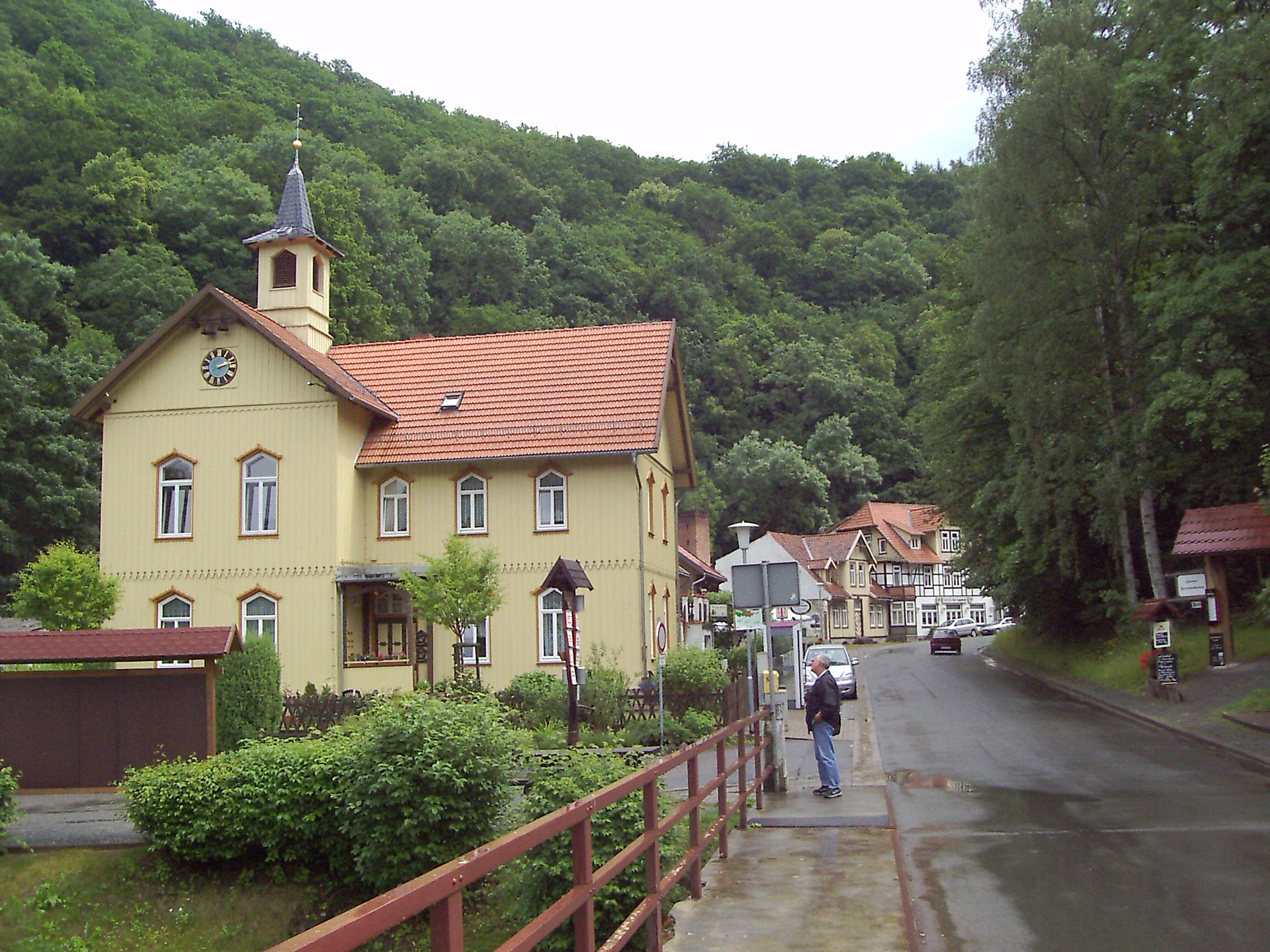
Церковь в Трезебурге
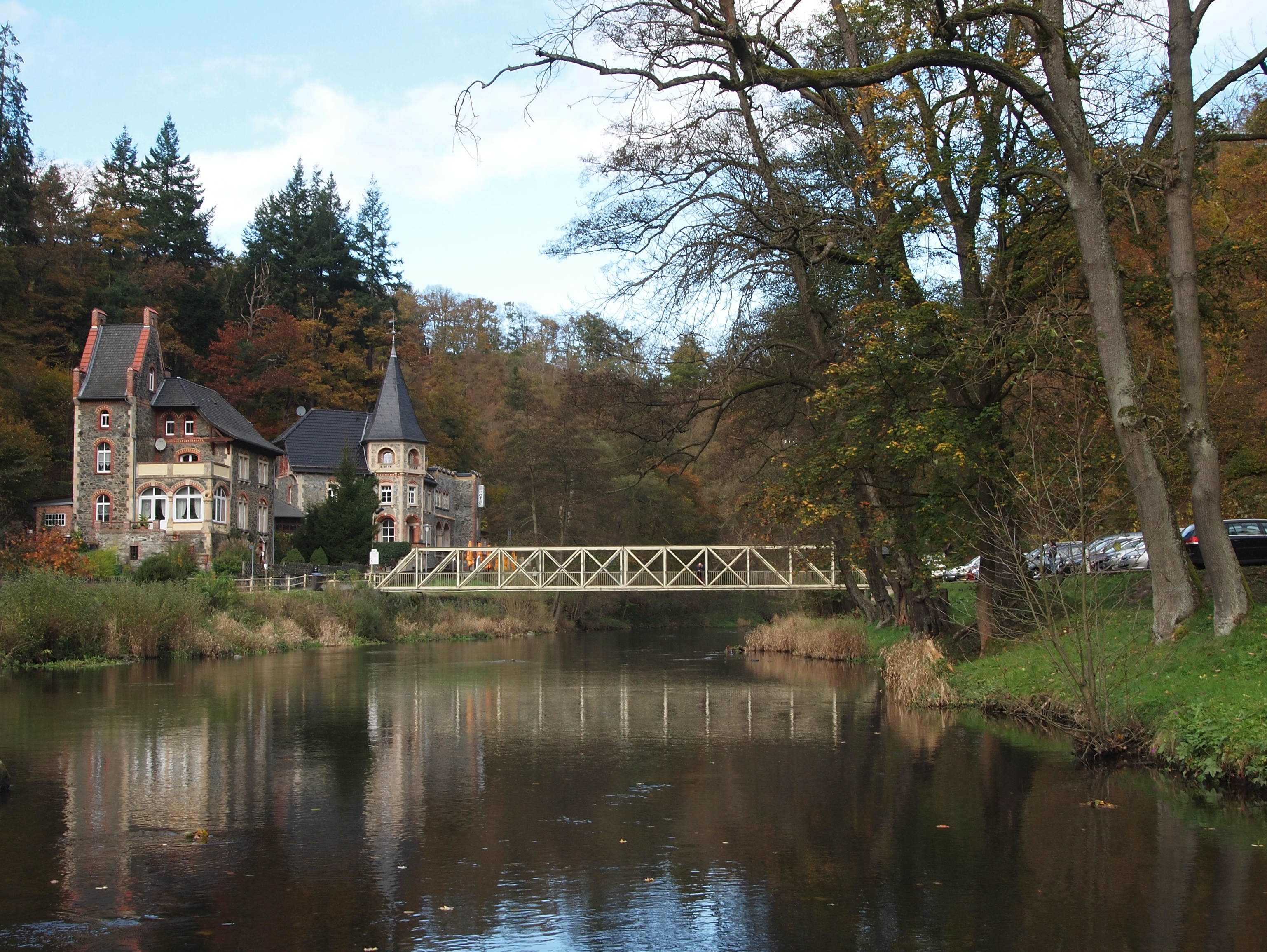
Отель в Трезебурге